# Wechselbehälter

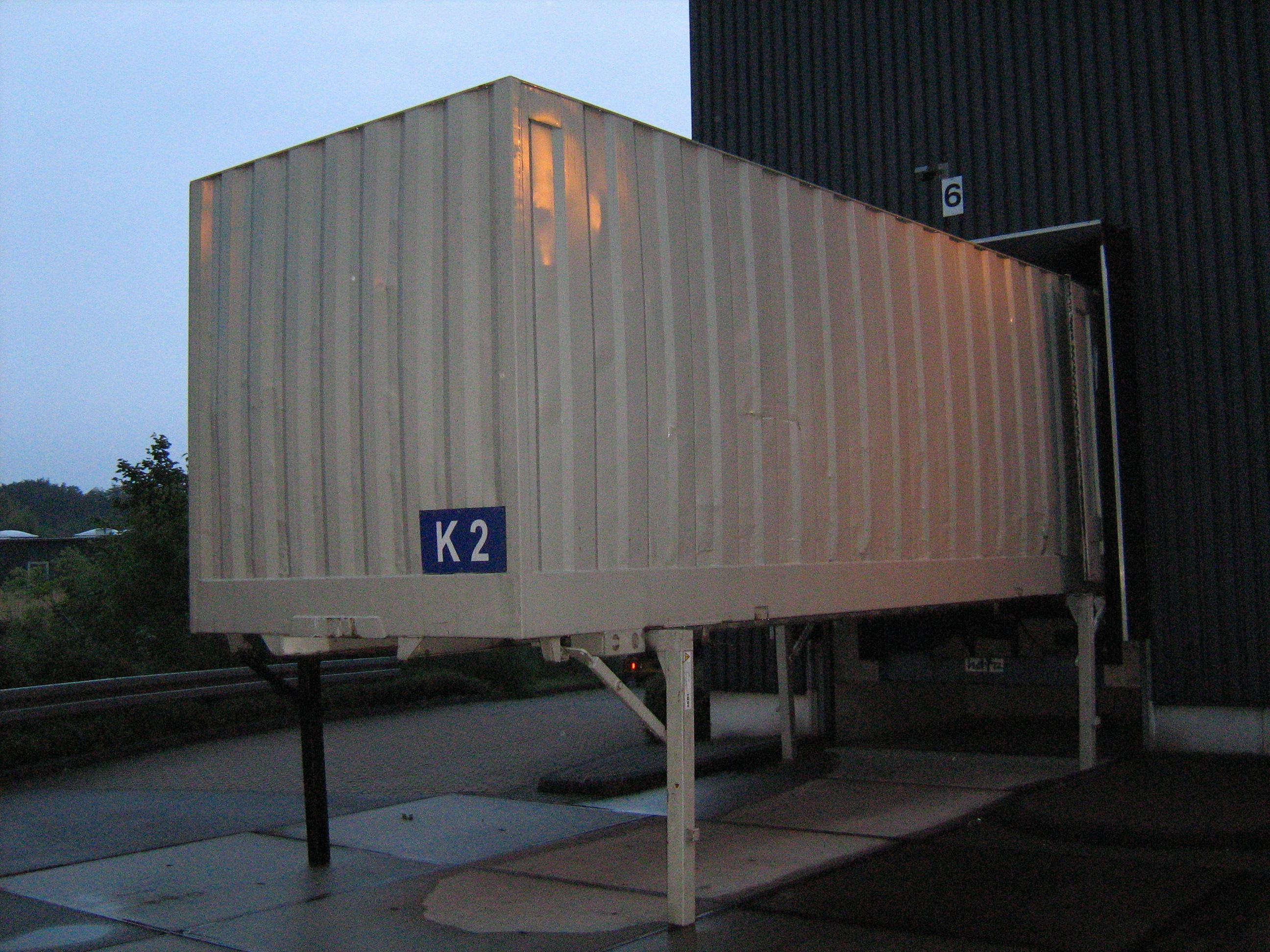
Wechselbrücke beim Ladevorgang

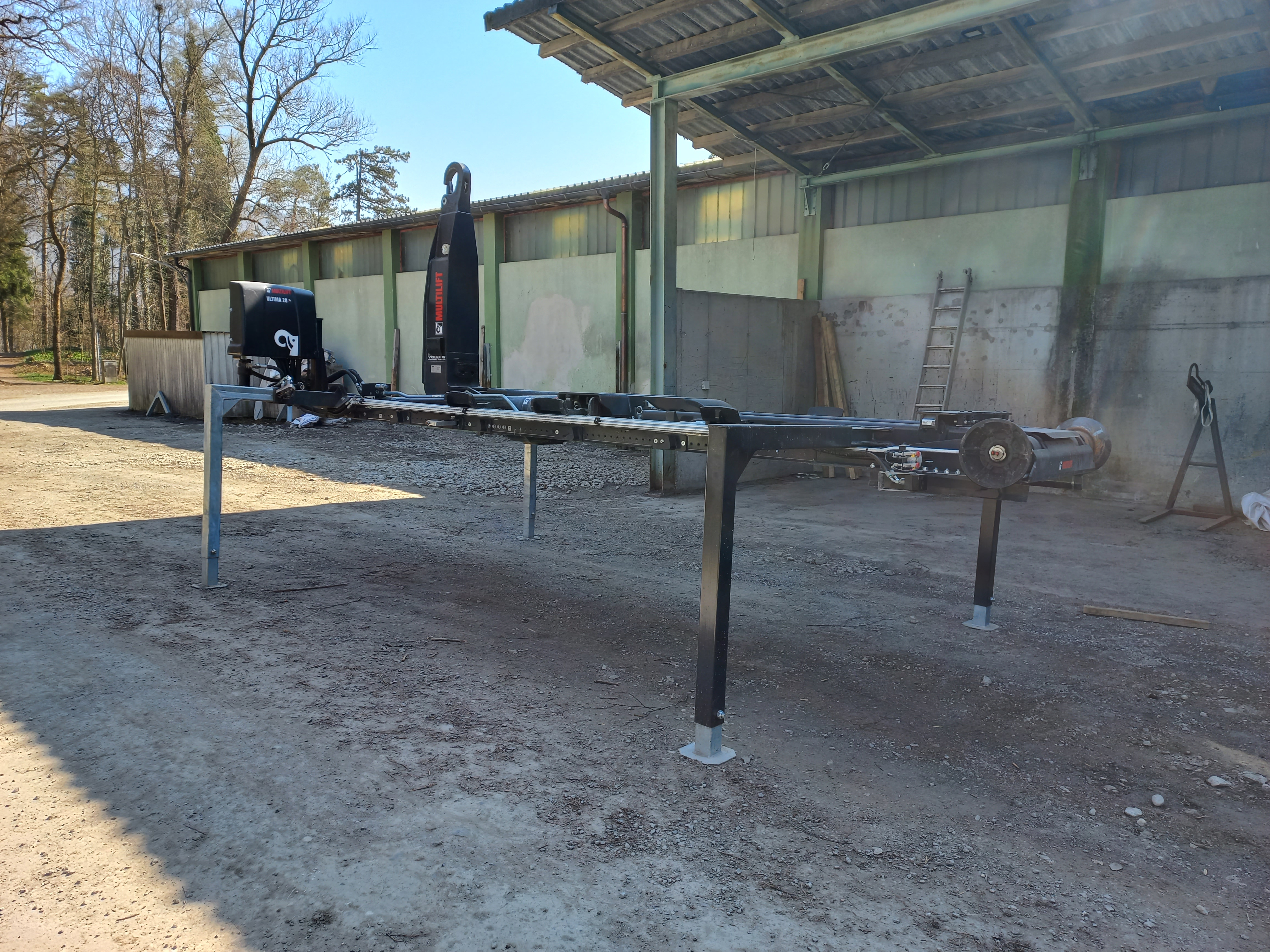
Hakengerät als Wechselbrücke

Eine Wechselbrücke (WB), Wechselaufbau, Wechselpritsche, Wechselaufbaubrücke (WAB), Wechselkoffer (in der Schweiz auch Wechselladebehälter oder kurz WELAB) ist ein Wechselaufbau mit ausklappbaren Stützfüßen, der – ähnlich einem ISO-Container – von dem Trägerfahrzeug unterfahren (Lkw, Lkw-Anhänger) oder gekrant wird (Güterwagen) und sich ebenso trennen lässt.
Wechselbrücken sind die heute am häufigsten eingesetzte Transporttechnik für den kontinental-europäischen kombinierten Verkehr.

## Allgemeines

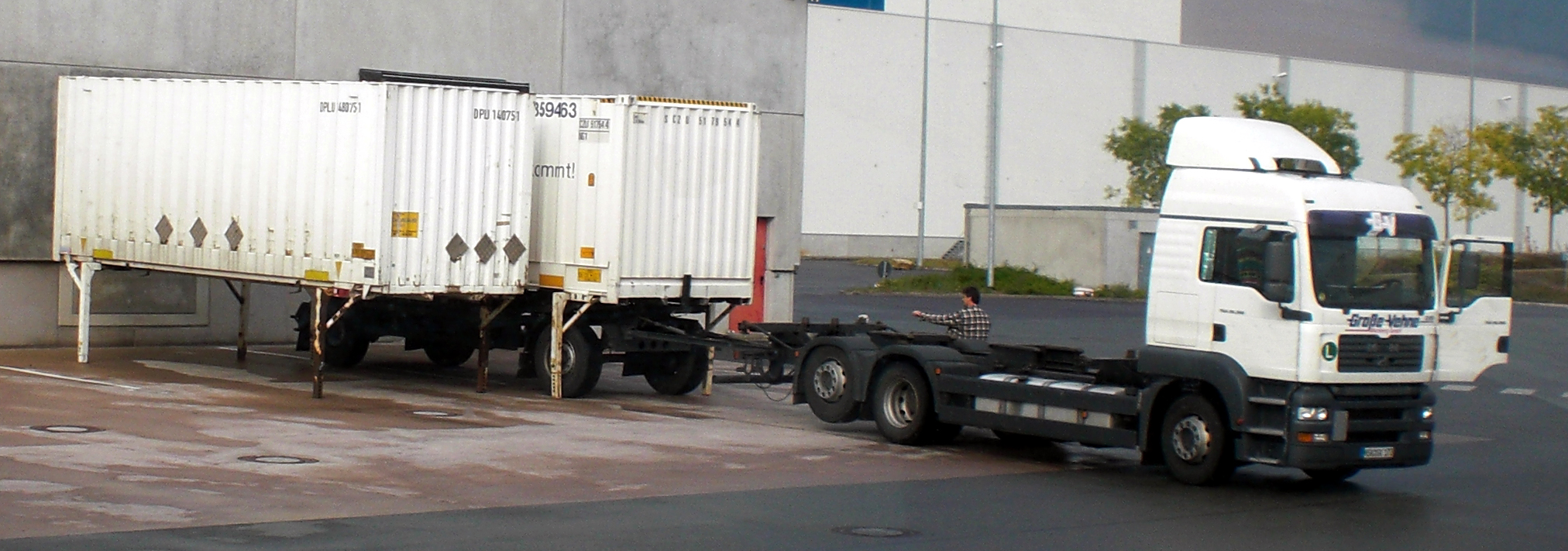
Gliederzug bei der Aufnahme von Wechselbrücken

Wie ISO-Container sind Wechselbrücken für Straßen- und Schienentransport geeignet, aber im Gegensatz dazu nicht für den Schiffstransport zugelassen. Für die Nutzung im kombinierten Verkehr muss die Brücke mit Einrichtungen ausgerüstet sein, die einen Umschlag auf die Bahn ermöglichen. Dies wird durch Greifkanten ermöglicht, die sich an der Unterseite der Wechselbrücke befinden. Kräne an den Containerterminals besitzen dafür spezielle Greifzangen, mit denen die Wechselbrücken seitlich umfasst und von unten angehoben werden können. Wie ISO-Container werden die Wechselbehälter auf den für ihren Transport vorgesehenen Lkw, Anhängern (Lafetten) durch sogenannte Twistlocks und bei Containertragwagen durch Aufsetzzapfen verbunden. Das Verriegelungs-Grundmaß und die Befestigungsbeschläge der Wechselbrücken entsprechen denen eines ISO-Containers, so dass Wechselbrücken und ISO-Container ohne Umrüsten auf denselben Tragfahrzeugen transportiert werden können. Vorteile der Wechselbrücke gegenüber dem ISO-Container sind ihre palettengerechte Innenbreite sowie die flexibleren Möglichkeiten in den Abmessungen.

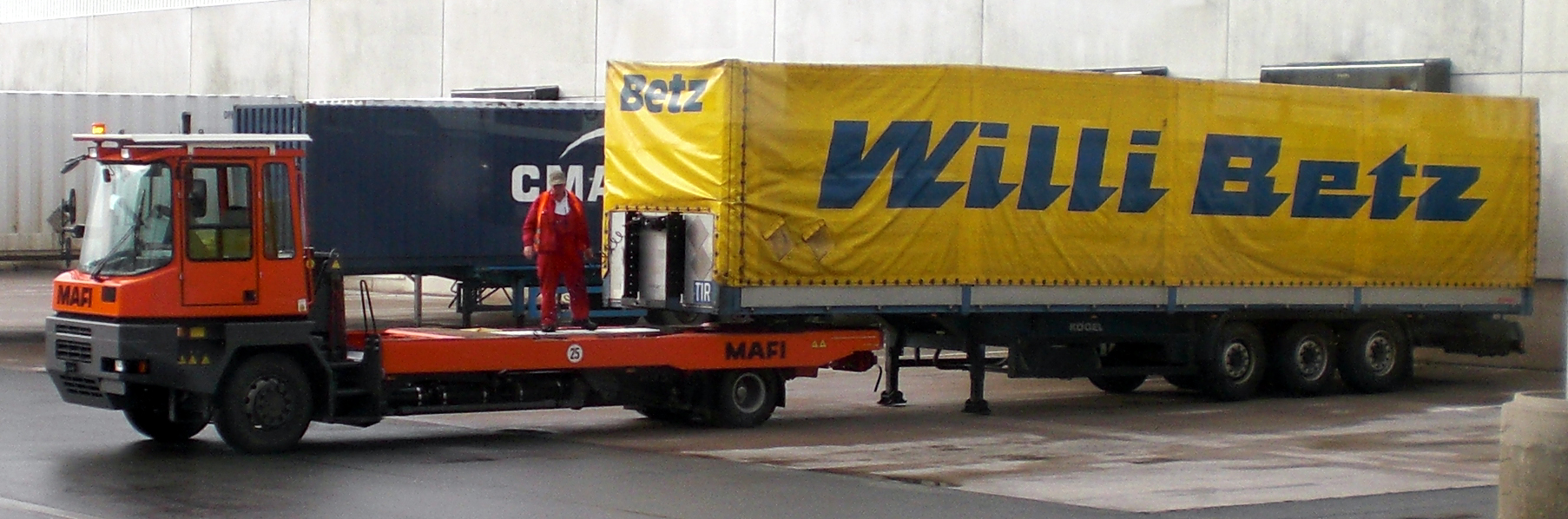
Umsetzer-Lkw, speziell für Wechselbrücken und Auflieger

Es gibt Wechselbrücken mit Planenverdeck, Schiebeplane, geschlossene Kofferaufbauten sowie etliche Sonderaufbauten. Ähnlich wie bei Megatrailern gibt es auch eine Variante mit einer lichten Innenhöhe von 3 m. Diese sogenannten Jumbo-Wechselbrücken sind mit einem Hubdach ausgestattet, um das Volumen optimal auszunutzen. Es gibt auch Koffer- und Kühlkoffer-Wechselbehälter, welche über eine Doppelstockladeeinrichtung verfügen. Eine solche Ausstattung ermöglicht es, bei entsprechend niedrigen Paletten das Volumen der Wechselbrücken besser zu nutzen und in zwei Lagen zu verladen, ohne die Paletten dabei direkt aufeinanderstapeln zu müssen. Zum Transport von Flüssigkeiten werden zylindrische Behälter in Stahlrahmen gefasst (Liquitainer) und lassen sich dann wie Wechselbrücken behandeln. Gebräuchlich sind jedoch Tankcontainer bemessen nach ISO-Standards.
Um den Anhänger eines Gliederzugs unter eine Wechselbrücke zu rangieren, benötigt es Übung, Genauigkeit, Geduld und auch Platz. Zug-Lkw haben jedoch vorne meist eine Rangierkupplung, mit der sich der Anhänger geometrisch leichter und bei direkter Sicht zurückrangieren lässt.
Für die Verladung auf Containertragwagen zugelassene Wechselbrücken sind mit zwei Kodenummernschildern, auch Huckepackkennzeichen genannt, gekennzeichnet. Auf diesen ist der Profilcode abgebildet.
In der Norm DIN EN 283 sind die Anforderungen an die Testung festgelegt.

## Behälterklassen

### C-Behälter

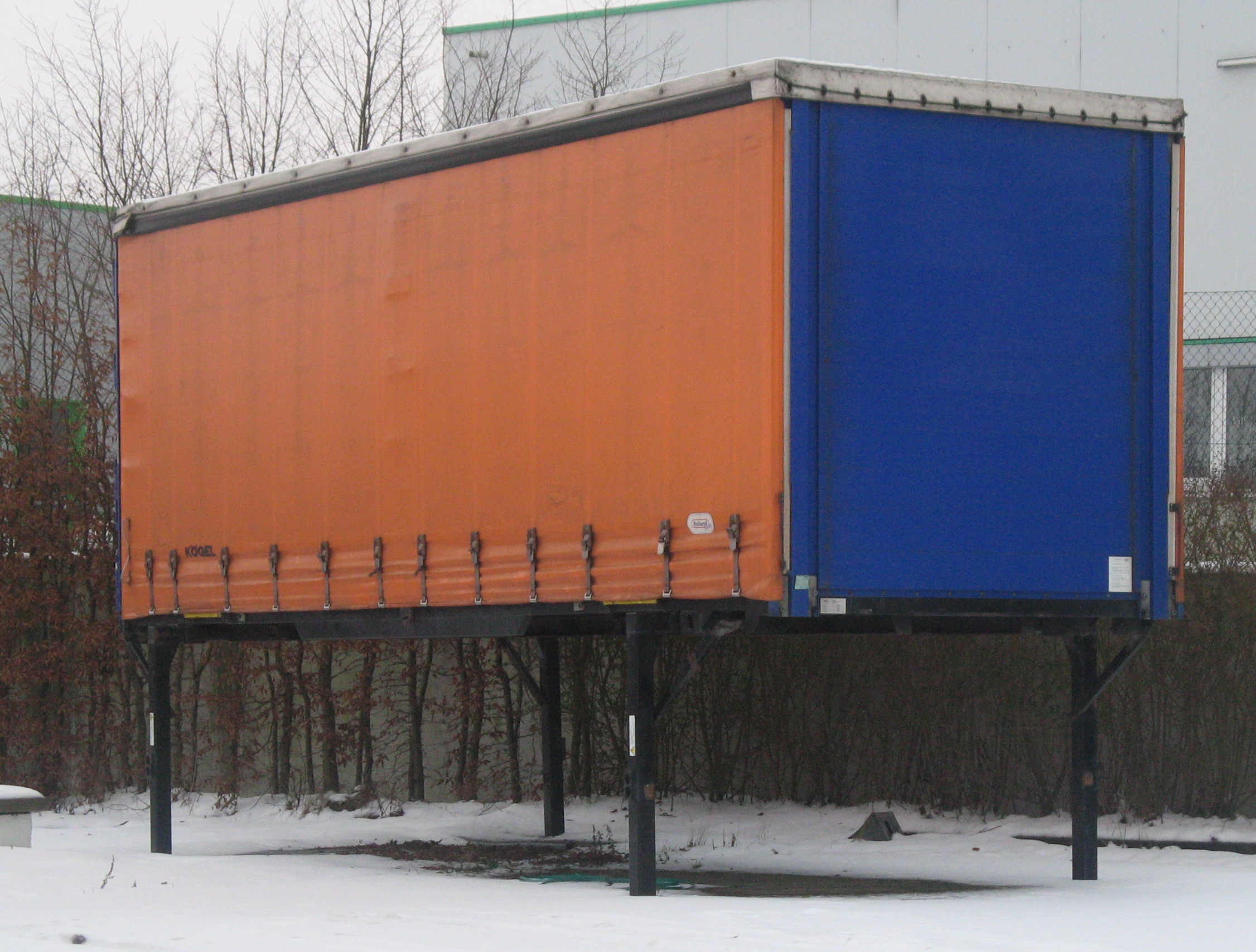
Wechselbrücke der Klasse C mit Schiebeplane

Wechselbrücken der Klasse C, auch C-Behälter genannt, sind nicht stapelbar und in ihren Abmessungen in der Norm EN 284 genormt. Das »C« bedeutet, dass die unteren Befestigungsbeschläge der Brücke denen eines ISO-Containers 1 C (20-Fuß-Container) gemäß ISO 668 entsprechen.
| Typ    | Gesamtlänge | Verriegelungs-Grundmaß | Höhe (ohne Stützen) | Breite    | Europalettenstellplätze | Leermasse  | Zulässige Gesamtmasse |
| ------ | ----------- | ---------------------- | ------------------- | --------- | ----------------------- | ---------- | --------------------- |
| C715 1 | 7150 mm     | 5853 mm                | 2750 mm 2           | 2550 mm 3 | 17                      | ca. 2,2 t  | 16 t                  |
| C745   | 7450 mm     | 5853 mm                | 2750 mm 2           | 2550 mm 3 | 18                      | ca. 2,35 t | 16 t                  |
| C782   | 7820 mm     | 5853 mm                | 2750 mm 2           | 2550 mm 3 | 19                      | ca. 2,45 t | 16 t                  |

Wechselbrücken sind mit vier klappbaren Stützbeinen an den Seiten ausgestattet. Durch Entlüften der Bälge der Luftfederung kann sich das Fahrzeug absenken und unter der abgestellten Wechselbrücke herausfahren. Die Stützbeine können teleskopierbar sein, sodass unterschiedliche Abstellhöhen (820–1320 mm) realisiert werden können. Die konstruktive Besonderheit der Stützen besteht darin, dass sie während der Fahrt in einer Ausnehmung an den seitlichen Unterkanten der Wechselbrücke und damit innerhalb der Brücken-Breite und oberhalb der Brücken-Unterkante längs zur Fahrtrichtung untergebracht sind. Im Stand werden sie – von Hand – zuerst ein Stück seitlich parallel herausgezogen, dann an einem Rohr nach unten gedreht, mit einer Strebe fixiert und zumindest auf erdweichem Untergrund mit einem stabilen Block unterlegt. Durch das seitliche Herausziehen um etwa 20–30 cm besteht auch seitlich genügend Freiraum, um das tragende Fahrgestell herauszufahren.
Eventuell vorhandene zwei bis drei Paare von Einweisrollen – je eines fast ganz vorne und hinten am Trägerfahrzeug, in etwa 60 cm Abstand, leicht konisch, auf fast vertikalen Achsen, so dass die Außenkontur der Rollen senkrecht liegt, um beim Abrollen auf die Wechselbrücken keine Hebekraft auszuüben – helfen beim Einfädeln des Trägerfahrzeugs.
Teilweise sind C-Behälter auch mit Taschen für den Umschlag mit Gabelstaplern ausgerüstet.

### A-Behälter
Weitere Wechselbehälter sind die A-Behälter nach der Norm EN 452. Diese sind geeignet für den Transport auf Sattelfahrgestellen und Containertragwagen, besitzen aber im Gegensatz zum C-Behälter keine Stützbeine. Vorne an der Unterseite weisen sie eine tunnelförmige Aussparung auf, die die Versteifungsstreben des Sattelaufliegers über seiner Kupplung aufnimmt.
| Typ   | Gesamtlänge | Verriegelungs-Grundmaß | Höhe (ohne Stützen) | Breite    | Europalettenstellplätze | Leermasse | Zulässige Gesamtmasse |
| ----- | ----------- | ---------------------- | ------------------- | --------- | ----------------------- | --------- | --------------------- |
| A1219 | 12192 mm    | 11985 mm               | 2670 mm 1           | 2500 mm 2 | 30                      | ca. 4,1 t | 34 t                  |
| A1250 | 12500 mm    | 11985 mm               | 2670 mm 1           | 2500 mm 2 | 30                      | ca. 4,1 t | 34 t                  |
| A1360 | 13600 mm    | 11985 mm               | 2670 mm 1           | 2500 mm 2 | 33                      | ca. 4,8 t | 34 t                  |

Das »A« bedeutet, dass die unteren Befestigungsbeschläge des Behälters, denen eines ISO-Containers 1 A (40-Fuß-Container) gemäß ISO 668 entsprechen.

### Stapelbare Wechselbrücken

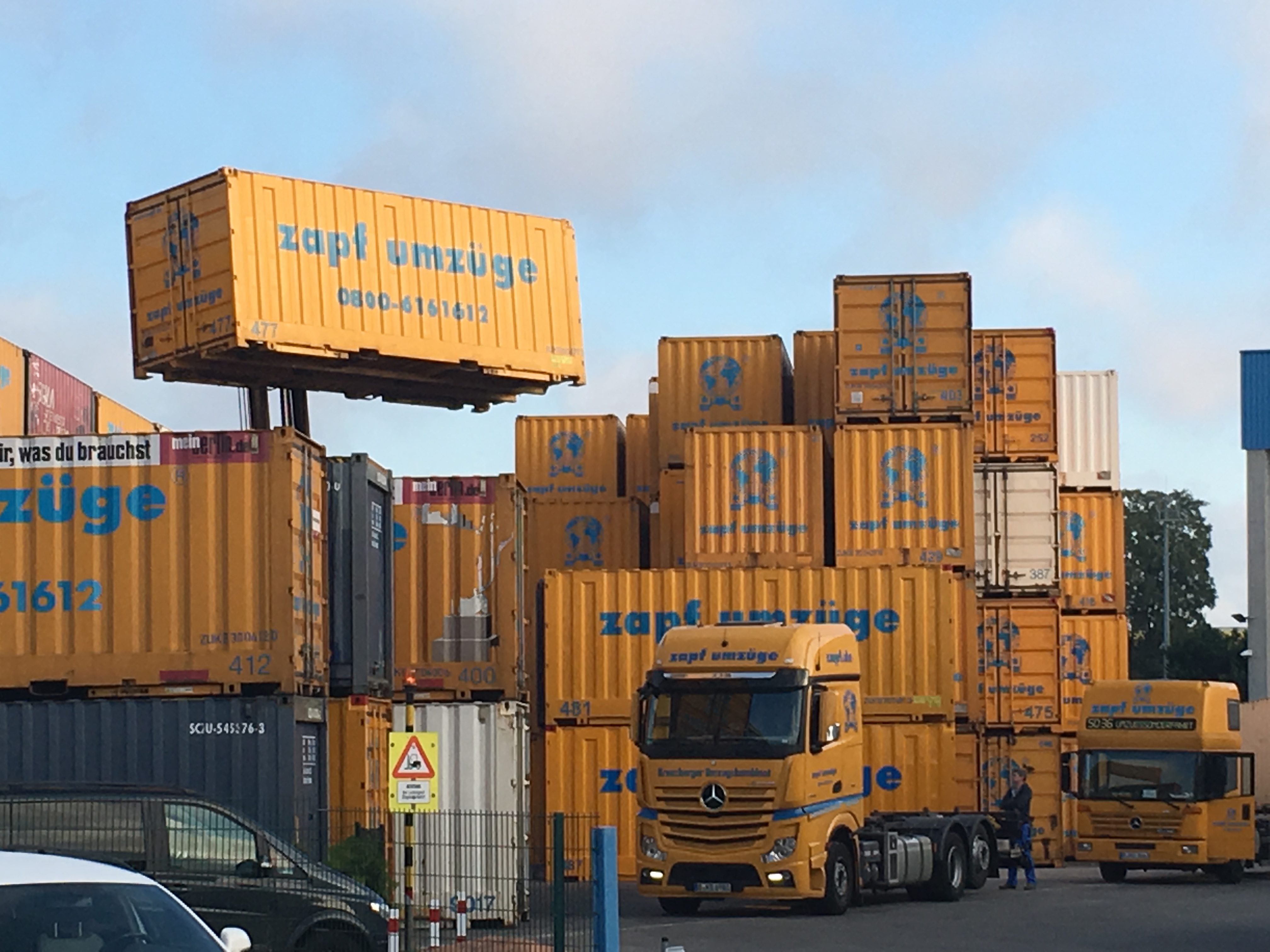
Container-Stapelung bei Zapf Umzüge in Berlin

Eine weitere Variante der C-Behälter sind die stapelbaren Wechselbehälter. Diese sind seitens der europäischen Normung in Vorbereitung; es gibt sie in den Längen 7450 und 7820 mm.

## Geschichtliche Entwicklung

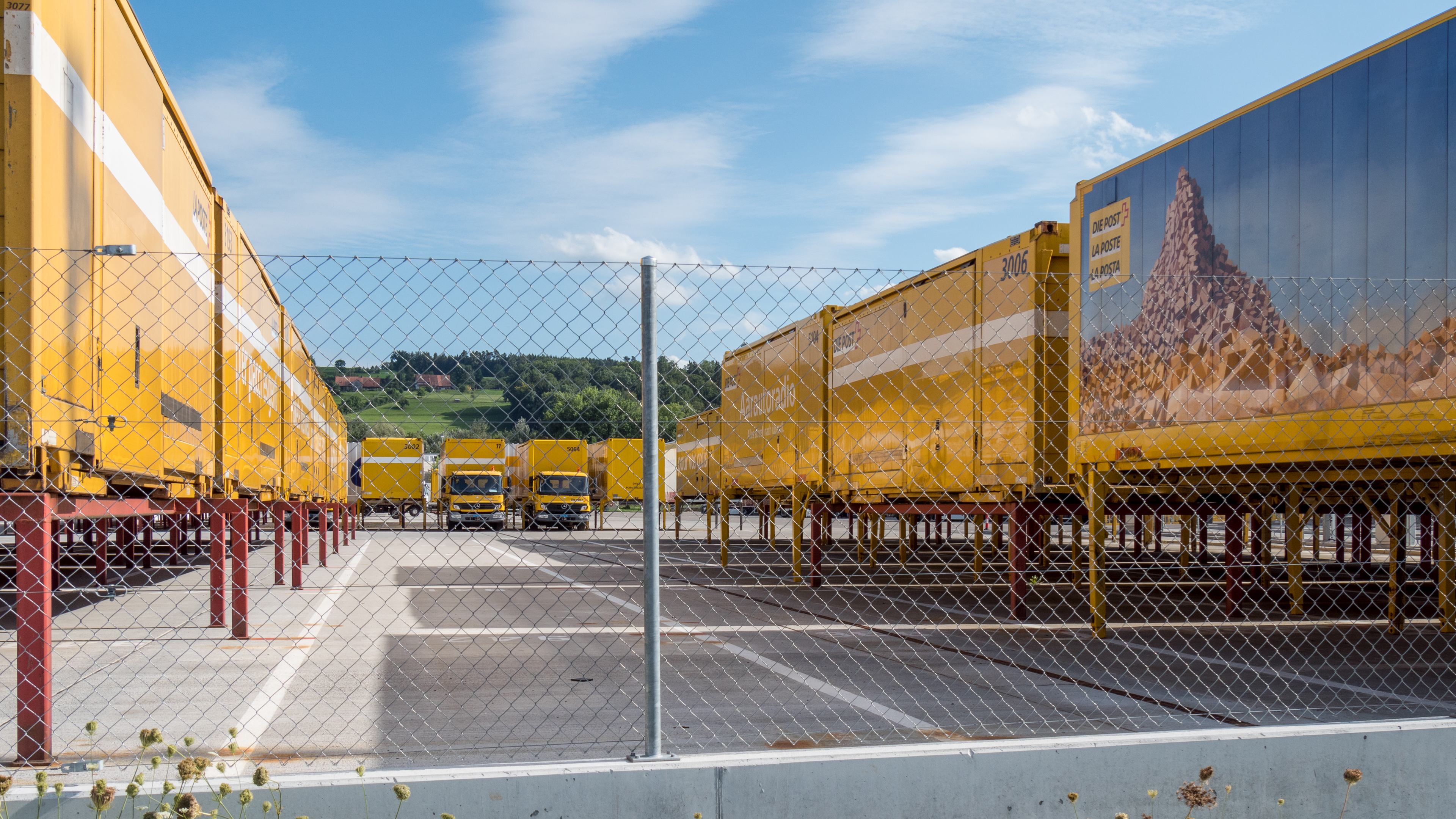
Wechselbrücken der Schweizerischen Post beim Paketzentrum Frauenfeld

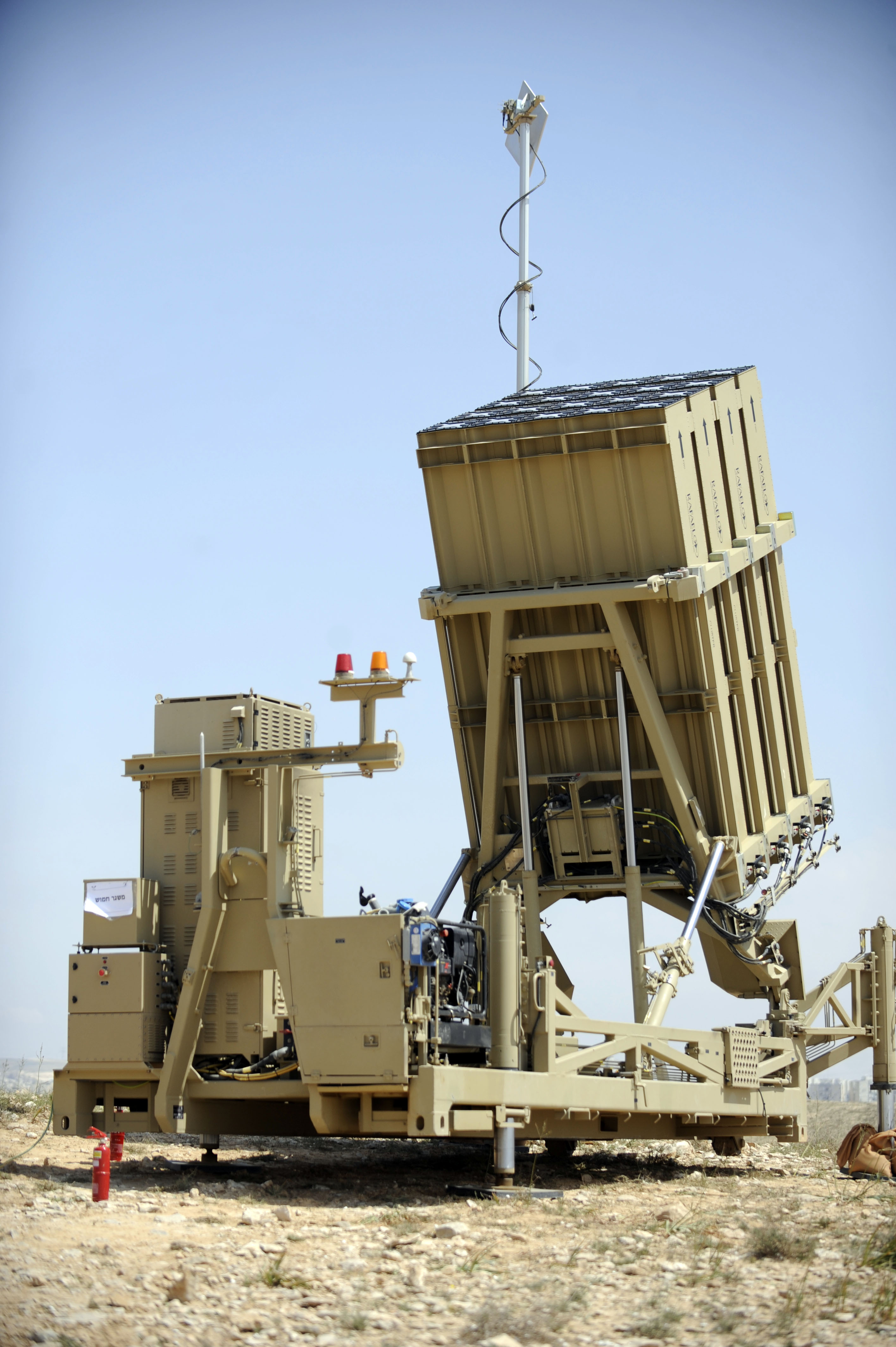
Iron-Dome-Abschussbehälter auf Wechselbrücke mit Wechselbügel

Im Jahr 1909 entstand bei Hansa-Nutzfahrzeugen ein leichter Lastwagen für 2 Tonnen Nutzlast nach dem Patent Nr. 209254 des Kaiserlichen Patentamtes. Das Fahrzeug hatte austauschbare Ladungsträger, die nach Bedarf abgestellt und wieder aufgeladen werden konnten.  Die Entstehung des modernen Wechselbehälters begann in den frühen 1950er Jahren. Zu dieser Zeit begann der US-amerikanische Spediteur Malcom McLean, wechselbare Aufbauten zu entwickeln, die sowohl per Lkw auf der Straße als auch per Schiff transportiert werden konnten. Seine Ideen führten schließlich zu den heute weltweit eingesetzten ISO-Containern, die aus dem internationalen Transportwesen nicht mehr wegzudenken sind.

In Europa begann Anfang der 1950er Jahre die Deutsche Bundespost mit der Einführung der Weber-Behälter. Dies waren genormte Paketbehälter für Straßen- und Schienenfahrzeuge, welche in vorgeladenem Zustand auf die Transportfahrzeuge aufgesetzt wurden. Sowohl bei McLeans Ideen als auch bei der Deutschen Bundespost ging es vorwiegend darum, eine Möglichkeit zu finden, den Güterumschlag zu beschleunigen und lange Standzeiten für die eingesetzten Fahrzeuge zu vermeiden.
Im Jahr 1971 entwickelte die deutsche Spedition Dachser dann die Wechselbrücken. Während bei den zuvor gängigen Wechselbehältern noch ein Kran oder spezieller Stapler zum Wechseln des Aufbaus erforderlich war, ermöglichte nun diese Entwicklung, den kompletten Wechselbehälter ohne weitere Hilfsmittel vom dafür allerdings zwingend luftgefederten Lkw abzusetzen oder aufzunehmen. Da die Wechselbrücke im Gegensatz zum ISO-Container eine europäische Entwicklung ist, sind deren Abmessungen, vor allem die Innenbreite, an die Maße von Europaletten (80 × 120 cm) angepasst.
Verschiedene Komponenten des israelischen Raketenabwehrsystems Iron Dome sind auf Wechselbrücken, teilweise auch mit Abrollbügel untergebracht.